# Identified
Identified é o segundo álbum de estúdio solo da cantora e atriz norte-americana Vanessa Hudgens. Foi lançado nos Estados Unidos no dia 1º de Julho de 2008 e em Fevereiro de 2009 na maioria dos países europeus. O álbum manteve o gênero teen pop do álbum anterior, V, porém teve mais influência do electropop e R&B contemporâneo, recebendo críticas positivas quanto à originalidade musical, apesar de ter vendido menos que o primeiro álbum de Hudgens nos Estados Unidos.
Hudgens mais uma vez trabalhou com os produtores e compositores Antonina Armato e Tim James, além de trabalhar pela primeira vez com Dr. Luke, Max Martin, Benny Blanco e J. R. Rotem. Identified é mais maduro e menos comercial que o anterior, além de ser mais próximo ao estilo e vida pessoal de Hudgens, dando significado ao seu título, Identified (em português: identificado).

## Antecedentes e contexto
"Eu gostei dele, porque ele tem mais a ver comigo, é diferente do primeiro, dá para se ouvir vários 'lados' da minha voz. Eu apenas brinquei, me diverti, tentei buscar coisas novas e fazer algo diferente com ele. Ele aborda temas mais 'crescidos', não é apenas pop, existem canções dançantes, outras menos, outras calmas; nesse novo álbum eu senti que tinha um controle maior sobre ele, e um pouco mais de tempo para fazer do que com o primeiro."

— Hudgens sobre o álbum.
Em outubro de 2007, Hudgens começou a trabalhar no seu segundo álbum de estúdio solo, em parte devido ao sucesso da franquia High School Musical. As gravações do álbum chegaram ao fim aproximadamente no final de abril de 2008. A produção do álbum ficou nas mãos de grandes nomes da indústria fonográfica, como Dr. Luke, que já trabalhou com Avril Lavigne, Backstreet Boys, Pink, Kelly Clarkson, entre outros. Além de Dr. Luke, vários outros produtores, compositores e arranjadores bem renomados trabalharam no disco com Hudgens, como Scott Jacoby, Jonathan "J. R." Rotem, Johnny Vieira, Chris Rojas, Emanuel Kiriakou, Antonina Armato e Tim James. A canção "Amazed", em que Hudgens faz um dueto com Lil Mama nos vocais, é a única faixa com uma participação especial e a primeira vez que um outro artista participa de um álbum de Hudgens.
Hudgens declarou sobre o álbum: "Eu sempre tive um talento especial para um som mais soul, jazz, então logo de cara eu meio que quis me soltar, e vem com um som que ninguém ouviu de mim antes". Em entrevista à revista Entertainment Weekly, Hudgens disse: "O álbum é definitivamente sofisticado. Mas também é extravagante e divertido, algo do qual poderia dizer: hey, escutem isso."
Foram lançadas diversas versões do álbum, algumas contendo diferentes faixas bônus e capas. A edição padrão do álbum contém 12 faixas, enquanto a versão física europeia e sul-africana do álbum contém três faixas bônus e uma capa exclusiva. A versão japonesa do álbum também contém três faixas bônus, além de uma capa exclusiva. A loja digital iTunes lançou versões especiais do álbum, contendo uma faixa bônus na América do Norte e cinco faixas bônus na África do Sul e Europa. Foi comercializada uma edição limitada do álbum, chamada fan pack, que incluía, além do CD, uma camiseta e 60 dias de qualidade de membro no fã-clube de Hudgens, reunidos em um box set.
Para promover o álbum, Hudgens concedeu entrevistas aos programas Good Morning America, Live with Regis and Kelly e The Insider. No mesmo dia do lançamento norte-americano do álbum, Hudgens foi aos estúdios da MTV para uma aparição no programa Total Request Live, para também apresentar o videoclipe do primeiro single do álbum, "Sneakernight". Hudgens também concedeu entrevistas ao programa de rádio On-Air With Ryan Seacrest da KIIS-FM e à revista Entertainment Weekly, e iniciou uma turnê, chamada Identified Summer Tour, para promover o álbum nos Estados Unidos, Canadá e México.

## Recepção

### Performance comercial
Na primeira semana, o álbum vendeu 22 mil cópias nos Estados Unidos, estreando no 23º lugar na Billboard 200, que foi sua posição de pico. As vendas foram menores que o primeiro álbum de Hudgens, V, que vendeu 34 mil cópias na primeira semana, porém conseguiu alcançar uma posição mais alta na tabela que o antecessor. O álbum permaneceu oito semanas na tabela estadunidense.

### Crítica
| Críticas profissionais | Críticas profissionais |
| Pontuações agregadas   | Pontuações agregadas   |
| Fonte                  | Avaliação              |
| ---------------------- | ---------------------- |
| Metacritic             | (63/100)               |
| Avaliações da crítica  |                        |
| Fonte                  | Avaliação              |
| Allmusic               | (link)                 |
| Billboard              | Positiva (link)        |
| Blender                | (link)                 |
| Digital Spy            | (link)                 |
| Entertainment Weekly   | C+ (link)              |
| Robert Christgau       | Negativa (link)        |
| Rolling Stone          | (link)                 |
| The New York Times     | Positiva (link)        |
| Variety                | Positiva (link)        |

O álbum recebeu no geral críticas favoráveis, tendo como pontuação agregada 63, baseando-se em 7 críticas. A revista musical Billboard disse que o álbum "direciona-se aos pré-adolescentes, com um pop 'começa-e-para' que varia de agradável ("Identified") a sem graça ("Amazed") a desagradável ("Hook It Up"). Mas para as garotas pequenas, esse é um álbum para cantar junto sem parar". The New York Times disse que "um punhado de canções como estas teriam sido suficientes para ajudar a amadurecer a sua imagem, e ainda que Identified é, sem dúvidas, muito mais interessante e inesperado". O jornal também considerou "Gone with the Wind", presente no álbum, a melhor música de Hudgens já apresentada.
Blender afirmou que "a voz dela foi feita para graves e quando ela permite isso, sua voz torna-se sensual, o que prova que ela tem futuro após High School Musical". Variety disse que o álbum "mostra que a veterana de High School Musical está pronta para graduar-se. As melhores partes do álbum se percebem através do alcance de sons mais maduros, ainda que ela jogue suas fichas em grandes porções de pop adolescente. O elo mais fraco na maior parte das músicas é a voz fina e estridente de Hudgens".

## Singles
- "Sneakernight" foi lançado como primeiro e único single oficial do álbum. A faixa, composta por J. R. Rotem e Silya Nymoen, e produzida por Rotem, foi lançada em 20 de Maio de 2008 nos Estados Unidos e em 8 de Fevereiro de 2009 na Europa. O single não obteve sucesso comercial, atingindo a 88ª posição na Billboard Hot 100 dos Estados Unidos e baixas posições em outros países. No entanto, com a ajuda de um extended play (EP) contendo apenas remixes da canção, alcançou a 8ª posição na tabela Dance Club Songs da Billboard, sendo o primeiro single top 10 de Hudgens nesse segmento. O videoclipe foi dirigido por R. Malcolm Jones e estreou no dia 13 de Junho de 2008.

### Outras músicas
- "Identified" estava cogitada para ser o segundo single do álbum, porém não foi lançada como tal. No entanto, a Radio Disney passou a tocar a música a partir de 15 de Julho de 2008. Apesar de não ter sido lançada como single, a música atingiu a 98ª posição na Billboard Japan Hot 100, sendo a primeira entrada de Hudgens nessa tabela musical.[9]
- "Amazed" (com participação de Lil Mama), assim como "Identified", estava cogitada para ser o segundo single do álbum, porém também não foi lançada como tal. De maneira semelhante, a Radio Disney passou a tocar a música a partir de 20 de Novembro de 2008 e foi incluída no CD Radio Disney Jams Vol. 11, bem como no CD Family Jams Vol. 2, ambos da Walt Disney Records.

## Faixas
| Edição padrão  |                                         |                                                                                                   |                        |         |  |
| N.º            | Título                                  | Compositor(es)                                                                                    | Produtor(es)           | Duração |  |
| 1.             | "Last Night"                            | Silya Nymoen, Scott Jacoby                                                                        | Jacoby                 | 3:10    |  |
| 2.             | "Identified"                            | Lukasz Gottwald, Cathy Dennis, Max Martin                                                         | Dr. Luke, Max Martin   | 3:21    |  |
| 3.             | "First Bad Habit"                       | Gottwald, Dennis                                                                                  | Dr. Luke               | 3:02    |  |
| 4.             | "Hook It Up"                            | Antonina Armato, Tim James, Devrim Karaoglu                                                       | Armato, James          | 2:52    |  |
| 5.             | "Don't Ask Why"                         | Gottwald, Dennis, Beau Dozier                                                                     | Dr. Luke               | 3:10    |  |
| 6.             | "Sneakernight"                          | Nymoen, Jonathan Rotem                                                                            | J. R. Rotem            | 2:59    |  |
| 7.             | "Amazed" (com participação de Lil Mama) | Gottwald, Dennis, Benjamin Levin, Niatia Kirkland                                                 | Dr. Luke, Benny Blanco | 2:59    |  |
| 8.             | "Don't Leave"                           | Armato, James, Jesse McCartney                                                                    | Armato, James          | 3:08    |  |
| 9.             | "Paper Cut"                             | Johnny Vieira                                                                                     | Vieira                 | 2:48    |  |
| 10.            | "Party on the Moon"                     | Chris Rojas, Nasri Atweh, Adam Messinger                                                          | Rojas, The Messengers  | 3:50    |  |
| 11.            | "Did It Ever Cross Your Mind"           | Vieira                                                                                            | Vieira                 | 3:10    |  |
| 12.            | "Gone with the Wind"                    | Maimouna Youseff, Kara DioGuardi, Walter Afanasieff, Emanuel Kiriakou, Zukhan Bey, Brandon Howard | Kiriakou               | 3:28    |  |
| Duração total: | Duração total:                          | Duração total:                                                                                    | Duração total:         | 37:44   |  |

| Faixa bônus do iTunes da América do Norte[a] |              |                                                    |               |         |  |
| N.º                                          | Título       | Compositor(es)                                     | Produtor(es)  | Duração |  |
| 13.                                          | "Vulnerable" | Nick Scapa, Tim James, John Fasse, Antonina Armato | Armato, James | 3:11    |  |

| Faixas bônus do iTunes da África do Sul e Europa |                                          |                                          |                   |         |  |
| N.º                                              | Título                                   | Compositor(es)                           | Produtor(es)      | Duração |  |
| 13.                                              | "Committed"                              | Antonina Armato, Tim Price               | Armato, Tim James | 2:35    |  |
| 14.                                              | "Vulnerable"                             | Nick Scapa, James, John Fasse, Armato    | Armato, James     | 3:11    |  |
| 15.                                              | "Set It Off"                             | Klas Ahlund, Lukasz Gottwald, Max Martin | Dr. Luke          | 3:04    |  |
| 16.                                              | "Sneakernight" (Mr. Mig Retrogroove Mix) | Silya Nymoen, Jonathan Rotem             | J. R. Rotem       | 6:53    |  |
| 17.                                              | "Sneakernight" (Club Remix)              | Nymoen, Rotem                            | J. R. Rotem       | 6:37    |  |

| Faixas bônus da edição física da África do Sul e Europa |              |                                          |                   |         |  |
| N.º                                                     | Título       | Compositor(es)                           | Produtor(es)      | Duração |  |
| 13.                                                     | "Committed"  | Antonina Armato, Tim Price               | Armato, Tim James | 2:35    |  |
| 14.                                                     | "Vulnerable" | Nick Scapa, James, John Fasse, Armato    | Armato, James     | 3:11    |  |
| 15.                                                     | "Set It Off" | Klas Ahlund, Lukasz Gottwald, Max Martin | Dr. Luke          | 3:04    |  |

| Faixas bônus do Japão[b] |              |                                          |                   |         |  |
| N.º                      | Título       | Compositor(es)                           | Produtor(es)      | Duração |  |
| 12.                      | "Set It Off" | Klas Ahlund, Lukasz Gottwald, Max Martin | Dr. Luke          | 3:04    |  |
| 13.                      | "Committed"  | Antonina Armato, Tim Price               | Armato, Tim James | 2:35    |  |
| 15.                      | "Vulnerable" | Nick Scapa, James, John Fasse, Armato    | Armato, James     | 3:11    |  |

## Tabelas
| País e Tabela (2008–2009)                | Melhor posição |
| ---------------------------------------- | -------------- |
| Alemanha (GfK Entertainment Charts)      | 60             |
| Argentina (CAPIF)                        | 5              |
| Austrália (ARIA Hitseekers)              | 15             |
| Áustria (Ö3 Austria Top 40)              | 35             |
| Canadá (Nielsen SoundScan)               | 37             |
| Chéquia (IFPI Česká Republika)           | 48             |
| Escócia (OCC)                            | 53             |
| Estados Unidos (Billboard 200)           | 23             |
| Grécia (IFPI Grécia)                     | 44             |
| Irlanda (IRMA)                           | 37             |
| Japão (Billboard Japan)                  | 74             |
| Japão (Oricon)                           | 85             |
| Reino Unido (OCC)                        | 46             |
| Suíça (Schweizer Hitparade)              | 74             |
| Taiwan (G-Music Western Albums)          | 7              |
| União Europeia (European Top 100 Albums) | 94             |

| País e Tabela (2008) | Melhor posição |
| -------------------- | -------------- |
| Argentina (CAPIF)    | 18             |

## Histórico de lançamento
| País           | Data                    | Gravadora |
| -------------- | ----------------------- | --------- |
| Japão          | 25 de Junho de 2008     | Avex Trax |
| Canadá         | 1 de Julho de 2008      | Hollywood |
| Estados Unidos | 1 de Julho de 2008      | Hollywood |
| México         | 1 de Julho de 2008      | Universal |
| Hong Kong      | 18 de Julho de 2008     | Universal |
| Argentina      | 28 de Julho de 2008     | Universal |
| Brasil         | 5 de Agosto de 2008     | Universal |
| Índia          | 20 de Agosto de 2008    | Universal |
| Tailândia      | 20 de Agosto de 2008    | Universal |
| Coreia do Sul  | 1 de Outubro de 2008    | Universal |
| Austrália      | 19 de Outubro de 2008   | EMI       |
| Taiwan         | 21 de Outubro de 2008   | Universal |
| Nova Zelândia  | 10 de Novembro de 2008  | Universal |
| África do Sul  | 13 de Fevereiro de 2009 | EMI       |
| Alemanha       | 13 de Fevereiro de 2009 | EMI       |
| Áustria        | 13 de Fevereiro de 2009 | EMI       |
| Irlanda        | 13 de Fevereiro de 2009 | EMI       |
| Suíça          | 13 de Fevereiro de 2009 | EMI       |

| País          | Data                    | Gravadora |
| ------------- | ----------------------- | --------- |
| França        | 16 de Fevereiro de 2009 | EMI       |
| Reino Unido   | 16 de Fevereiro de 2009 | EMI       |
| Espanha       | 17 de Fevereiro de 2009 | EMI       |
| Bélgica       | 18 de Fevereiro de 2009 | EMI       |
| Dinamarca     | 18 de Fevereiro de 2009 | EMI       |
| Finlândia     | 18 de Fevereiro de 2009 | EMI       |
| Noruega       | 18 de Fevereiro de 2009 | EMI       |
| Países Baixos | 18 de Fevereiro de 2009 | EMI       |
| Suécia        | 18 de Fevereiro de 2009 | EMI       |
| Hungria       | 19 de Fevereiro de 2009 | EMI       |
| Israel        | 26 de Fevereiro de 2009 | EMI       |
| Itália        | 27 de Fevereiro de 2009 | EMI       |
| Polônia       | 2 de Março de 2009      | EMI       |
| Turquia       | 23 de Março de 2009     | EMI       |
| Chéquia       | 13 de Abril de 2009     | Warner    |
| Eslováquia    | 13 de Abril de 2009     | Warner    |
| Portugal      | 8 de Junho de 2009      | EMI       |

## Créditos
| Referência: - Vocais: Vanessa Hudgens. - Vocais de apoio: Vanessa Hudgens, Cathy Dennis, Kara DioGuardi, Leah Haywood, Nasri, Ashley Valentin, Rock Mafia, Christopher Rojas, Carlos Alvarez. - Teclado: Lukasz Gottwald. - Baixo: Jack Daley. - Guitarra: Tyrone Johnson, Scott Jacoby. | - Produção executiva: Jonathan "J. R." Rotem, Dr. Luke, Christopher Rojas, Emanuel Kiriakou, Devrim Karaoglu, Daniel James, Scott Jacoby, Antonina Armato, Matt Beckley. - Masterização: Chris Gehringer. - Assistência de masterização: Nick Banns. - Engenharia: Jason Recon Coons, Matty Green, Steve Hammons, Scott Jacoby, Emily Wright. - Coordenação: Jon Lind, Mio Vukovic. - Fotografia: Miranda Penn Turin. |

## Identified Summer Tour
Identified Summer Tour foi a primeira turnê principal da cantora e atriz norte-americana Vanessa Hudgens como artista solo. A turnê serviu para promover seu segundo álbum de estúdio solo, Identified, e percorreu os países da América do Norte: Estados Unidos, Canadá e México, respectivamente. O roteiro incluiu músicas dos dois álbuns de estúdio solos de Hudgens (V e Identified), além da música "Gotta Go My Own Way", cantada por Hudgens e Zac Efron no filme e na trilha sonora de High School Musical 2. Corbin Bleu, Rooney, Jordan Pruitt, Drew Seeley, Disney Under the Stars 
e Mandy Moore foram alternadamente os atos de abertura. A turnê teve ao todo 26 apresentações, iniciando em 1 de Agosto de 2008 e finalizando em 13 de Setembro do mesmo ano. A maioria das apresentações aconteceram em festivais de música e em feiras estaduais.

### Atos de abertura
- Corbin Bleu (5 de Agosto, 14–15 de Agosto, 18 de Agosto, 26 de Agosto a 7 de Setembro de 2008)
- Rooney (8–9 de Agosto de 2008)
- Jordan Pruitt (9 de Agosto, 15 de Agosto e 27 de Agosto de 2008)
- Drew Seeley (15 de Agosto e 27 de Agosto de 2008)
- Disney Under the Stars (23 de Agosto de 2008)
- Mandy Moore (9–13 de Setembro de 2008)

### Roteiro
1. Abertura
2. "Sneakernight"
3. "Let Go"
4. "Never Underestimate a Girl"
5. "Identified"
6. "Say OK"
7. "Amazed"
8. "First Bad Habit"
9. "Don't Ask Why"
10. "Let's Dance"
11. "Hook It Up"
12. "Last Night"
13. "Gotta Go My Own Way"
14. "Come Back to Me"

### Datas da turnê
| Data                   | Cidade           | País           | Local                                  |
| ---------------------- | ---------------- | -------------- | -------------------------------------- |
| América do Norte       |                  |                |                                        |
| 1 de Agosto de 2008    | Bessemer         | Estados Unidos | Coca-Cola Amphitheater                 |
| 2 de Agosto de 2008    | Baton Rouge      | Estados Unidos | Coca-Cola Stage                        |
| 5 de Agosto de 2008    | West Allis       | Estados Unidos | Miller Lite Main Stage                 |
| 7 de Agosto de 2008    | Austell          | Estados Unidos | Music Mill Amphitheatre                |
| 8 de Agosto de 2008    | Jackson          | Estados Unidos | Jackson County Fair Grandstand         |
| 9 de Agosto de 2008    | Fairlea          | Estados Unidos | State Fair of West Virginia Grandstand |
| 12 de Agosto de 2008   | Midland          | Estados Unidos | Midland County Fair Grandstand         |
| 14 de Agosto de 2008   | Des Moines       | Estados Unidos | Iowa State Fair Grandstand             |
| 15 de Agosto de 2008   | Louisville       | Estados Unidos | Freedom Hall                           |
| 16 de Agosto de 2008   | Springfield      | Estados Unidos | Illinois State Fair Grandstand         |
| 18 de Agosto de 2008   | Meadville        | Estados Unidos | Crawford County Fair Grandstand        |
| 19 de Agosto de 2008   | Jackson Township | Estados Unidos | Northern Star Arena                    |
| 22 de Agosto de 2008   | Sacramento       | Estados Unidos | Golden1 Stage                          |
| 23 de Agosto de 2008   | Salem            | Estados Unidos | The Pavilion                           |
| 24 de Agosto de 2008   | Vancouver        | Canadá         | Rogers Amphitheatre                    |
| 26 de Agosto de 2008   | Dayton           | Estados Unidos | Fifth Third Field                      |
| 27 de Agosto de 2008   | Geddes           | Estados Unidos | Mohegan Sun Grandstand                 |
| 28 de Agosto de 2008   | Canfield         | Estados Unidos | Canfield Fair Grandstand               |
| 30 de Agosto de 2008   | Rockford         | Estados Unidos | Miller Lite Great Lawn                 |
| 5 de Setembro de 2008  | Salt Lake City   | Estados Unidos | Dish Network Grandstand                |
| 6 de Setembro de 2008  | Albuquerque      | Estados Unidos | Tingley Coliseum                       |
| 7 de Setembro de 2008  | Santa Mônica     | Estados Unidos | Third Street Promenade                 |
| 9 de Setembro de 2008  | Monterrey        | México         | Arena Monterrey                        |
| 11 de Setembro de 2008 | Puebla           | México         | Auditorio Siglo XXI                    |
| 12 de Setembro de 2008 | Zapopan          | México         | Auditorio Telmex                       |
| 13 de Setembro de 2008 | Cidade do México | México         | Plaza México                           |

Shows cancelados
| Data                   | Cidade  | País           | Local                       |
| ---------------------- | ------- | -------------- | --------------------------- |
| América do Norte       |         |                |                             |
| 9 de Agosto de 2008[A] | Hamburg | Estados Unidos | Erie County Fair Grandstand |

A  A apresentação foi cancelada antes que Hudgens pudesse começar a cantar, pois os organizadores determinaram que era muito perigoso prosseguir com o show devido aos fortes relâmpagos. O show não foi reprogramado, mas os titulares dos ingressos puderam receber um reembolso ou trocar ingressos para outro show com assentos disponíveis.